# Arsakes II
Arsakes II (według dawniejszej historiografii Artabanus I) – król Partów panujący w latach ok. 217 - ok. 191 p.n.e.
Według dawniejszej historiografii po krótkim 2-3 letnim panowaniu założyciela dynastii Arsacydów Arsakesa władzę przejął jego brat, Tiridates, po którym nastąpił jego syn, Artabanus. Ponieważ wszyscy władcy partyjscy nosili honorowy tytuł Arsakes, a do historii początków dynastii Arsacydów posiadamy bardzo skąpe źródła, chronologia jej pierwszych władców jest wątpliwa, obecnie jednak dominuje pogląd, że Arsakes I panował co najmniej do roku 217 p.n.e., a gdzieś pomiędzy tą datą a rokiem 214 p.n.e. władzę przejął jego syn Arsakes II.
Bardzo niewiele wiadomo o panowaniu Arsakesa II. W zasadzie jedynym wydarzeniem znajdującym odbicie w źródłach pisanych jest najazd Antiocha III w roku 209 p.n.e. Seleucyda próbował wówczas na powrót podporządkować swojej dynastii terytoria zajęte przez Partów i odbił zajmowaną przez Arsakesa część Medii. Władca Partów utrzymał jednak swoją władzę w Partii i Hyrkanii, jedynie formalnie uznając zwierzchnictwo Antiocha. Arsakes II zmarł ok. 191 r. p.n.e., a władzę po nim przejął jego kuzyn Priapatius.